# Flashback (série télévisée)
Pour les articles homonymes, voir Flashback.
Production
Diffusion
Flashback est une série télévisée française réalisée par Vincent Jamain et Stephen Cafiero, et diffusée en Belgique à partir du 19 février 2025 sur RTL TVI et en France à partir du 3 avril 2025 sur TF1.
Cette comédie policière, qui est une coproduction d'Itinéraire Productions, TF1, UGC Fiction et Auvergne-Rhône-Alpes Cinéma, reçoit la Mention spéciale du jury au Festival de la fiction de La Rochelle 2024.

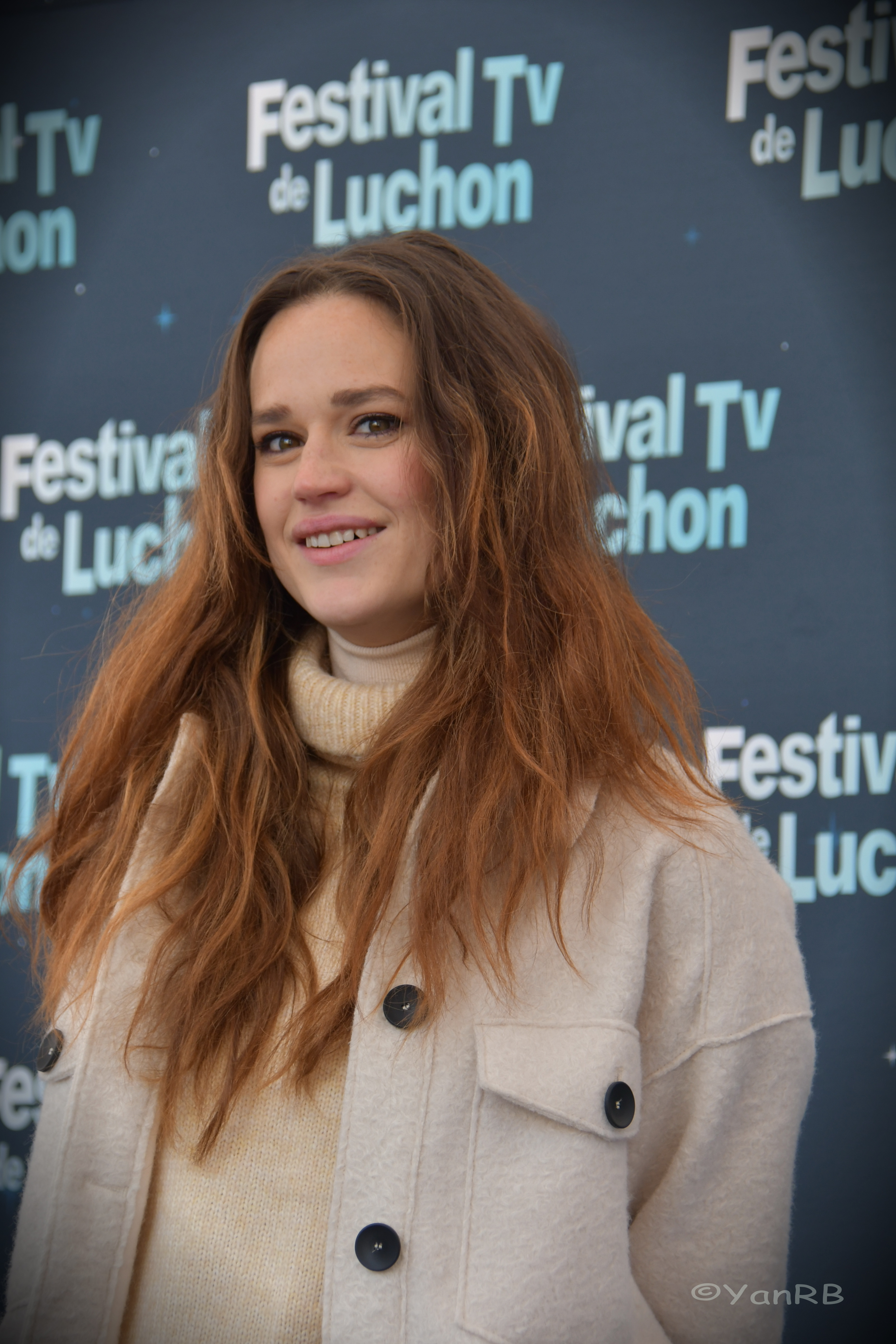
Constance Gay.

## Synopsis
En 2024, Elsa Letellier, agent de la police scientifique de Lyon, apprend qu'il a été décidé de clore définitivement l'enquête sur le meurtre de son père, assassiné en service il y a 30 ans le jour du sixième anniversaire de sa fille,. Elle récupère la boîte contenant les scellés de 1994 et y retrouve la montre de son père. Elle décide de porter cette montre mais, quelques jours plus tard, elle se fait poignarder dans une ruelle sombre et l'incroyable se produit car le mécanisme de la montre la projette dans le passé par un phénomène inexpliqué,.
Après ce saut temporel, Elsa se réveille dans la même ruelle, sans blessure et entourée de policiers appelés pour une agression : parmi eux, son père Josselin Letellier, vivant et jeune. Elle comprend qu'elle est en 1994, 3 mois avant l'assassinat de son père,.
Elle prétend être une policière québécoise, Elsa Beyoncé, et réussit à s'incruster dans les enquêtes de Josselin et de son collègue Benoît sans jamais révéler sa véritable identité.
Quand elle était petite, Elsa adorait son père qui était toujours gentil avec elle le soir mais elle découvre maintenant au commissariat un père et des collègues sortant souvent des blagues racistes, sexistes et homophobes,. Elle découvre également que sa mère Anouk est réduite au rôle de femme au foyer, dont la place est à la cuisine.
Par ailleurs, en tant qu'agent de la police scientifique de 2024 très respectueuse de la procédure,, elle est choquée par les pratiques de la police de 1994 : Josselin frappe les suspects à coup d'annuaire téléphonique et  ne prend aucune précaution pour éviter de "polluer la scène de crime", un concept que Josselin ne comprend même pas.
Elle retrouve en 1994 la Colette de 2024, la patronne de la brasserie où Josselin et ses collègues ont leurs habitudes et elle lui explique qu'elle vient du futur et qu'elle doit tout faire pour éviter l'assassinat de son père : stupéfaite, Colette trouve cela difficile à croire mais Elsa arrive à la convaincre.
Mais les choses se gâtent quand elle comprend que Colette a eu une liaison avec Josselin,.
De leur côté, Josselin et Benoît comprennent que celle qu'ils surnomment "Caribou" ment sur son identité : ils interrogent la police canadienne et Interpol et découvrent qu'il n'y a aucune trace nulle part d'une policière appelée Elsa Beyoncé. Ils finissent par suspecter qu'elle est une « bœuf-carottes » envoyée par l'IGPN pour inspecter sur eux. Ils sont effectivement dans le viseur de l'IGPN mais ce n'est pas Elsa qui les traque mais bien Nadir, le collègue de Josselin et Benoît.
Dans le cadre de ses recherches sur la mort prochaine de son père, Elsa comprend que son père est l'objet d'un chantage de la part d'un mafieux russe appelé Zorine et qu'il falsifie des scellés pour son compte. Josselin tombe dans un piège tendu par un sbire de Zorine, Elsa s'interpose et prend la balle destinée à Josselin mais sa montre se déclenche et elle revient brusquement en 2024
Elle se précipite chez sa mère pour vérifier si elle a réussi à sauver son père : celui-ci l'attend avec un gâteau d'anniversaire mais Elsa apprend que, dans ce nouveau présent, sa mère et son frère sont morts depuis des années.  Elsa lâche aussitôt : « OK, faut que j'y retourne. ».

## Distribution
- Constance Gay : Elsa Letellier, agent de la Police scientifique de Lyon - Elsa Beyoncé dans le passé
- Michaël Youn : Josselin Letellier, le père d'Elsa
- Julien Pestel : Benoît, le collègue de Josselin
- Olivia Côte : Colette, la patronne de la brasserie
- Malek Lamraoui : Nadir, le collègue de Josselin et Benoît
- Vanessa David : Anouk, la mère d'Elsa
- June Benard Gourion : Elsa enfant
- Sam Karmann : le commissaire Perroni
- Déborah Grall : Chantal Maleck
- Miglen Mirtchev : Vladimir
- Côme Thieulin : Hugo, le frère d'Elsa
- Lohi Coffinot : Hugo à 16 ans, en 1994
- Isabella Moutou : Kelly Diallo, la copine d'Hugo en 1994
- Patrice Sandeau : préfet Ramay
- Johann Timour-Chah : Ezra Mortimer

## Production

### Genèse et développement
Cette comédie policière est une coproduction d'Itinéraire Productions, TF1, UGC Fiction et Auvergne-Rhône-Alpes Cinéma, réalisée avec la participation de la région Auvergne-Rhône-Alpes, du Centre national du cinéma et de l'image animée, de RTL TVI et de Be-FILMS,,,,,.
La série est créée et écrite par Clélia Constantine, Charlotte Robb, Louise Bezombes, Vinciane Mokry et Julie-Anna Grignon, et réalisée par Vincent Jamain et Stephen Cafiero,,.
Elle est produite par Anthony Lancret, Pierre Laugier et Lola Manaï,.
Le réalisateur Vincent Jamain a glissé dans la série Flashback des clins d'œil à la série Navarro sur laquelle son père avait travaillé : quand Elsa débarque en 1994 au commissariat, les policiers regardent Navarro, et ils vont souvent manger dans une brasserie dont la spécialité est la blanquette de veau, comme le café de Ginou dans Navarro.
Le coproducteur Anthony Lancret précise : « Pour la petite anecdote, c'est un projet qu'on a mis dix ans à monter avec Pierre Laugier, mon associé, et donc au début, la série se passait dans les années 80. ».
À la question de savoir s'il y aura une saison 2, Anthony Lancret répond : « Ça va dépendre des audiences. Il faut que ça plaise, que ça rencontre son public. En revanche, nous on se prépare, l'écriture de la saison 2 a été lancée. C'est une série qui peut durer. Il y a un gros cliffhanger à la fin de la saison 1 pour une suite potentielle. ».
Le 25 avril 2025, la chaîne TF1 se félicite des audiences de la série qui a réuni en moyenne 4.3 millions de téléspectateurs à J+7, grâce au différé, et jusqu'à 5.4 millions pour son lancement, soit la meilleure fiction du jeudi de la saison derrière HPI et confirme le tournage d'une saison 2  à partir de septembre 2025,.

### Attribution des rôles
Les rôles principaux sont interprétés par Constance Gay et Michaël Youn.
Michaël Youn confie : « On se faisait la remarque avec Constance, il y avait plein de petites madeleines de Proust sur le plateau : des Rubik's Cube, des magazines Newlook, des Minitels, des paquets de cigarettes, des jeux vidéo de l'époque… C'était agréable parce qu'il y avait ce petit retour en arrière. ». Au Festival de la Fiction de La Rochelle, l'acteur s'enthousiasme : « Le pitch est fou, quand même ! Et surtout, ce qui m'a plu et qui est très compliqué, c'est le tour de force de réussir à faire une série aux épisodes bouclés, avec à la fois un fil rouge feuilletonnant sur… plusieurs saisons ! ». Il ajoute : « Moi, je suis l'antihéros. Un con sympathique, mais un con quand même, misogyne, homophobe, raciste, voleur, etc. Un vrai flic des années 90 ! ».
Constance Gay relate les inconvénients rencontrés par son personnage qui voyage dans le temps de 2024 à 1994 : « Elle veut relever des empreintes, il n'y a pas de lampe UV. Elle veut téléphoner, il n'y a pas de portable. Elle veut noter un code, il n'y a rien pour le retenir… Alors, rassurez-vous, ceux qui disent 'c'était mieux avant', on a quand même bien avancé ! La société est beaucoup plus simple aujourd'hui. ». À propos de la relation entre le père et la fille en 1994, Constance Gay explique que « c'était un peu dur à construire au début, parce qu'il y avait cette part d'admiration vis-à-vis de lui, et en même temps, ce rejet et cette hallucination quant à ses avis politiques, sexistes, etc. Elle pensait trouver un mec flamboyant, et elle retrouve un gros beauf ! ».

### Tournage
Le tournage de la série a lieu  dans la région de Lyon dans le département français du Rhône en région Auvergne-Rhône-Alpes en novembre et décembre 2023, puis de mars à mai 2024, principalement à Lyon, Villeurbanne, Écully, Chaponost, Meyzieu, Ternay,   Lentilly et Les Halles,.
Vincent Jamain, l'un des réalisateurs explique : « Il y a des quartiers de Lyon qui restent un peu dans le passé et qui ne sont pas transformés. Il y a une partie préservée. ». Selon Auvergne-Rhône-Alpes Cinéma, Lyon réunissait donc de nombreux critères pour accueillir la mise en scène des deux époques de la série, 1994 et 2024.
Concernant le commissariat, les scènes en extérieur ont été filmées devant le commissariat de Saint-Just dans le 5e arrondissement de Lyon alors que les bureaux de la police judiciaire ont été recréés en studio dans un immeuble situé à Villeurbanne.
Les séquences du bar de Colette ont été tournées dans un restaurant de spécialités lyonnaises situé dans le 6e arrondissement de Lyon, « Chez les garçons », choisi pour son cadre.
À Lyon, d'autres scènes ont été tournées au passage Ménestrier (où Elsa se fait poignarder juste avant d'être projetée en 1994), au Café Bellecour, au Café Comptoir Abel (rebaptisé « Chez Gino » dans la série), à l'hôtel Saint-Michel, à la passerelle Saint-Georges, au quai Fulchiron, à la passerelle Saint-Vincent, au cinéma Paradiso, à l'hôpital Pierre Garraud (transformé en hôpital psychiatrique pour les besoins de la série) et au lycée Saint-Just.
Les scènes tournées dans la maison de la famille Le Tellier ont été tournées dans une maison existante à Chaponost.
La scène de crime située dans des champs ornés de « crop circles » a été tournée à Quincieux, et l'enquête menée au camping « Cosmoland », basé sur le thème des extraterrestres, a été tournée au camping Au coeur des monts implanté aux Halles.
D'autres scènes ont été tournées aux alentours de Lyon dans une entreprise à Ternay, à l'École Centrale de Lyon située à Écully, dans une maison à Lentilly, à l'Auberge Relais du Pitaval à Brullioles et dans une maison à Charbonnières-les-Bains.
La seule scène tournée en dehors de Lyon et du département du Rhône est celle du terrain de moto-cross, qui a été tournée sur la piste du Creux Marceau à Beynost, dans le département de l'Ain. 
Plus de 300 figurants originaires de la région Auvergne-Rhône-Alpes ont participé au tournage.
Michaël Youn souligne le malaise ressenti sur le plateau lors de certaines répliques de la série : « Parfois, quand on tournait, il y avait des blagues racistes, sexistes ou même homophobes, parce que c'était le ton de l'époque. Et on voyait bien que l'équipe technique, qui est notre premier public, grinçait des dents. »,. « Parfois, j'avais honte sur le plateau ! À tel point que j'étais obligé de dire : C'est dans le script. Mais c'était aussi génial de jouer avec les codes, avec les décalages générationnels, et de mettre les pieds dans le plat de tout ce qui – heureusement – n'est plus possible aujourd'hui. C'est hyper-intéressant de voir à quel point, quand même, on a fait du chemin… et c'est toute la gageure de la série : montrer comment on peut changer les mentalités ».
Concernant la ville de Lyon, l'acteur précise : « J'étais surpris de si mal connaître Lyon. Je pensais que c'était une ville dure et une ville grise. Alors que c'est une ville magnifique ! ».

### Fiche technique
Sauf indication contraire, les informations mentionnées dans cette section peuvent être confirmées par les bases de données cinématographiques  présentes dans la section « Liens externes ».
- Titre français : Flashback
- Genre : Comédie policière
- Production : Anthony Lancret, Pierre Laugier et Lola Manaï[10],[16]
- Sociétés de production : Itinéraire Productions, TF1, UGC Fiction et Auvergne-Rhône-Alpes Cinéma[10],[16],[20],[13],[14]
- Réalisation : Vincent Jamain et Stephen Cafiero[10],[16],[20]
- Scénario : Clélia Constantine, Charlotte Robb, Louise Bezombes, Vinciane Mokry et Julie-Anna Grignon[10],[16]
- Musique : Yannis Dumoutiers[10],[16],[20]
- Photographie : Pierre Baboin[10],[16]
- Montage : Pascal Jauffrès, Emmanuel Turlet, Bertrand Maillard et Emmanuel Douce[10],[16]
- Décors : Pierre-Julien Journet et Olivier Rohart-Santini[10],[16]
- Son : Vincent Piponnier et Alexis Viola[10],[16]
- Coiffure : Pascal Jehan[16]
- Maquillage : Chloé Briand[16]
- Costumes : Pauline Berland
- Directeur de production : Stephane Bourgine
- Pays de production :  France
- Langue originale : français
- Format : couleur
- Nombre de saisons : 1
- Nombre d'épisodes : 6
- Durée : 52 minutes
- Date de projection en festival :
  - Festival de la fiction de La Rochelle : 12 septembre 2024, en présence de Michaël Youn, Constance Gay et de membres de l'équipe de la série[10],[16],[23],[24]
- Dates de première diffusion en télévision :
  - Belgique : 19 février 2025 sur RTL TVI[25]
  - France : 3 avril 2025 sur TF1[21]

## Accueil

### Distinction
- Festival de la fiction de La Rochelle 2024 : Mention spéciale du jury[16],[24]

### Audiences et diffusion

#### Saison 1

##### En Belgique
En Belgique, la saison 1 est diffusée le mercredi à 20 h 55 sur RTL TVI par salve de deux épisodes du 19 février au 5 mars 2025.
| Épisode              | Diffusion                | Diffusion            | Audience moyenne          | Audience moyenne | Réf.   |
| Épisode              | Jour                     | Horaire              | Nombre de téléspectateurs | Classement       | Réf.   |
| -------------------- | ------------------------ | -------------------- | ------------------------- | ---------------- | ------ |
| 1                    | Mercredi 19 février 2025 | 20 h 55 - 21 h 50    | 193 234                   | 2e               | [ 25 ] |
| 2                    | Mercredi 19 février 2025 | 21 h 55 - 22 h 50    | 193 234                   | 2e               | [ 25 ] |
| 3                    | Mercredi 26 février 2025 | 20 h 55 - 21 h 50    | 165 505                   | 2e               | [ 26 ] |
| 4                    | Mercredi 26 février 2025 | 21 h 55 - 22 h 50    | 165 505                   | 2e               | [ 26 ] |
| 5                    | Mercredi 5 mars 2025     | 20 h 55 - 21 h 50    | 155 590                   | 2e               | [ 27 ] |
| 6                    | Mercredi 5 mars 2025     | 21 h 55 - 22 h 50    | 155 590                   | 2e               | [ 27 ] |
|                      |                          |                      |                           |                  |        |
| Moyenne de la saison | Moyenne de la saison     | Moyenne de la saison | 171 443                   |                  |        |

- Les plus hauts chiffres d'audience
- Les plus bas chiffres d'audience

##### En France
En France, la saison 1 est diffusée le jeudi à 21 h 10 sur TF1 par salve de deux épisodes du 3 au 17 avril 2025.
| Épisode              | Diffusion            | Diffusion            | Audience moyenne           | Audience moyenne                       | Audience moyenne         | Audience moyenne | Réf.   |
| Épisode              | Jour                 | Horaire              | Nombre de téléspectateurs  | Part de marché (sur les 4 ans et plus) | Part de marché (FRDA-50) | Classement       | Réf.   |
| -------------------- | -------------------- | -------------------- | -------------------------- | -------------------------------------- | ------------------------ | ---------------- | ------ |
| 1                    | Jeudi 3 avril 2025   | 21 h 10 - 22 h 10    | 4 545 000                  | 24,7 %                                 | 32 %                     | 1er              | [ 28 ] |
| 2                    | Jeudi 3 avril 2025   | 22 h 10 - 23 h 15    | 3 550 000[réf. nécessaire] | 25,4 %[réf. nécessaire]                | 31,1 %[réf. nécessaire]  | 1er              | [ 28 ] |
| 3                    | Jeudi 10 avril 2025  | 21 h 10 - 22 h 10    | 3 588 000                  | 20,2 %                                 | 27,2 %                   | 1er              | [ 29 ] |
| 4                    | Jeudi 10 avril 2025  | 22 h 10 - 23 h 20    | 2 990 000                  | 22,3 %                                 | 28,5 %                   | 1er              | [ 29 ] |
| 5                    | Jeudi 17 avril 2025  | 21 h 10 - 22 h 10    | 3 342 000                  | 18,5 %                                 | 24 %                     | 1er              | [ 30 ] |
| 6                    | Jeudi 17 avril 2025  | 22 h 10 - 23 h 20    | 3 010 000                  | 21,3 %                                 | 24,8 %                   | 1er              | [ 30 ] |
|                      |                      |                      |                            |                                        |                          |                  |        |
| Moyenne de la saison | Moyenne de la saison | Moyenne de la saison | 3 510 000                  | 22,1 %                                 | 27,9 %                   | 1er              | [ 31 ] |

- Les plus hauts chiffres d'audience
- Les plus bas chiffres d'audience

### Accueil critique
Pour le site cineserie.com, « Cette comédie policière familiale fait voyager dans le temps avec émotion et subtilité. Même si l'idée n'est pas nouvelle, elle fonctionne plutôt bien. Le spectateur se prête aisément à la convention de base et s'amuse des rapports conflictuels entre le père de 1994 avec sa fille venue de 2024 et du regard porté l'un sur l'autre. La confrontation des deux époques est maligne, aussi bien en termes de décors, que de situations, de vocabulaire et de dialogues. Une belle surprise ! ».
Alexandre Letren, du site VL-Media, souligne que « Flashback joue avec les codes de la série policière traditionnelle, mélangés avec le thème du voyage dans le temps » et se dit « plutôt convaincu par cette proposition bien plus réussie que la tentative de voyage dans le temps made in Kev Adams avec @venir. ».
Vanessa Vansuyt, du magazine Moustique, est elle aussi plus convaincue par cette expérience du voyage dans le passé que par celle de Kev Adams : « Le casting est absolument parfait. Dans le rôle d'Elsa, on retrouve Constance Gay qui nous avait séduits dans Unité 42. Et pour incarner Josselin - le père - c'est l'incroyable Michaël Youn. Multifacette, il livre ici une prestation à la hauteur, incarnant à merveille ce flic bourru qui s'inspire des personnages joués par Belmondo et Delon. ».
Pour Jean-Christophe Nurbel, du site Bulles de culture, « le point de départ original, le fil rouge intrigant autour du meurtre du père, l'amusant duo conflictuel père/fille et la réalisation soignée font de ce Flashback une série policière drôle, prenante et agréable à suivre. ».
Thomas Destouches, de Télé-Loisirs, estime que « Flashback est une réussite, de la première séquence (drôlissime) à la dernière scène (bouleversante). Une conclusion qui vous donnera furieusement envie de voir la suite… Dynamique, drôle et bourrée de références, sous lesquelles elle n'est d'ailleurs jamais écrasée, Flashback est un divertissement ultra-prenant. Mais c'est aussi une série très émouvante et dégageant une véritable tendresse, abordant avec plus de finesse qu'il n'y paraît les rapports entre un père et sa fille, incarnés par un duo dont l'alchimie a été immédiate. ».
Pour Le Figaro TV Magazine, « Délectable, l'affrontement s'avère aussi incroyablement émouvant. La petite fille en Elsa affleure en permanence. Son admiration d'abord, buvant les paroles de son papa retrouvé. Son visage qui s'éclaire, radieux, aux rares moments de complicité partagés. Sa joie enfantine à revoir sa chambre et les boys bands de son adolescence. Il y a encore le voile de tristesse dans les yeux de Coco (Olivia Côte, toujours d'une belle humanité), confidente d'Elsa, qui apprend au détour d'une conversation, qu'elle vivra toujours dans le même appartement minable 30 ans plus tard… Et tant d'autres instants tendres et chaleureux au fil de ces six épisodes. ».